# Malaysian Amateur Radio Transmitters’ Society
Die Malaysian Amateur Radio Transmitters’ Society (MARTS), deutsch „Malaysischer Amateurfunkverband“, ist die nationale Vereinigung der Funkamateure in Malaysia.
Die MARTS ist Mitglied in der International Amateur Radio Union (IARU Region 3), der internationalen Vereinigung von Amateurfunkverbänden, und vertritt dort die Interessen der Funkamateure des Landes.

## Geschichte
Das wissenschaftliche Hobby Amateurfunk, das Menschen aus vielen Teilen der Welt friedlich zusammenbringt, und zwar unabhängig von ihrer Herkunft, ihrem Glaubensbekenntnis und ihrer sozialen Stellung, hatte in Malaysia in den 1920er Jahren seine Anfänge. Zu dieser Zeit waren Funkverbindungen (QSOs) nach Übersee noch schwierig und entsprechend selten. Zumeist gelang es nur, wenige Dutzende von Kilometern zu überbrücken.
Dies änderte sich in den 1930er Jahren, als nach und nach QSOs mit allen Kontinenten der Erde gelangen. Als am schwierigsten zu erreichen, erwies sich Südamerika, zu dem als letzter der Kontinente Ende 1934 eine Verbindung mithilfe von Morsefunk (CW) im 40-Meter-Band hergestellt werden konnte. Der Brite Jim Macintosh, VS2AA, war der erste Funkamateur in Malaysia, dem dies gelang und der dafür das WAC-Diplom (Worked All Continents) erhielt. Noch heute ist das 40-Meter-Band auch für lokale Kontakte zwischen Amateuren in Malaysia das beliebteste.
Nach dem Zweiten Weltkrieg entstanden unterschiedliche Amateurfunkgesellschaften im Land. Zweck war, sich gegenseitig besser helfen und die gemeinsamen Interessen besser vertreten zu können. Dazu gehörten die Perak Radio Society, die Selangor Radio Society, beide aus dem Jahr 1947, sowie im Jahr 1949 die Singapore Amateur Radio Transmission Society.
Die Malaysian Amateur Radio Transmitters’ Society (MARTS) wurde 1952 offiziell registriert. Ihre Hauptfunktion bestand zunächst darin, als zentrales nationales Büro für die Vermittlung von QSL-Karten zu fungieren. Die damals verwendeten Amateurfunkrufzeichen-Präfixe waren VS1 für Singapur, VS2 für Federated Malay States, VS3 für Non-Federated Malay States, VS4 für Sarawak, VS5 für Brunei und ZC5 für Britisch-Nordborneo. Der Funkbetrieb war zu dieser Zeit auf die Kurzwellenbänder beschränkt. Erst später kamen Ultrakurzwellen (UKW) hinzu. Im Jahr 1975 wurde die erste UKW-Funkrelaisstation (Repeater) mit dem Rufzeichen 9M2RUK installiert, und ab der 1980er Jahre folgten viele weitere.